# Кет-Кап (хребет)
Кет-Кап — горный хребет в юго-западной части Аяно-Майского района Хабаровского края и юго-восточной части Алданского района Якутии, расположенный на восточной окраине Алданского нагорья, северо-западнее хребта Лурикан, почти перпендикулярно к нему.
Наивысшая точка хребта — гора Конус высотой 1890 м. Также выделяются другие вершины: г. Пик (1850 м), г. Перевалка (1655 м), г. Сатурн (1607 м), г. Кет-Кап (1493 м), г. Бокур (1251 м) и другие. Многие вершины не имеют собственных названий. С хребта стекают многие реки, в основном это притоки рек Учур и Большой Аим. Общая протяжённость хребта составляет около 150 км.
С запада и юго-запада хребет ограничивает река Учур, с северо-востока — Большой Аим. Межгорные впадины озёр Мар-Кюель и Северный Мар-Кюель отделяют на юго-востоке Кет-Кап от хребта Лурикан. Хребет сложен преимущественно гранитоидами нижнемелового возраста с многочисленными интрузиями. В пределах хребта открыты перспективные месторождения золота, обнаружены проявления серебра, кварца, флюорита, мусковита. Речные долины в нижней части склонов покрыты лиственничным лесом с включением ели, а также горно-тундровой растительностью.